# Giuseppe Cappi
Giuseppe Cappi (Castelverde, 14 agosto 1883 – Roma, 12 luglio 1963) è stato un politico e giurista italiano.

## Biografia
Dopo la laurea in Giurisprudenza a Pavia, dove fu anche convittore del Collegio Ghislieri, svolse per anni la professione di avvocato, interessandosi però anche e soprattutto di politica: nel 1907 fu consigliere comunale di Cremona, un anno dopo fu assessore all'urbanistica e nel 1910 divenne deputato tra le file del Partito Popolare Italiano.
Membro dell'Azione Cattolica, confermò il suo seggio alla Camera dei deputati fino al 1921, anche se si dimise temporaneamente nel periodo 1915-1918, perché prese parte alla prima guerra mondiale nel reparto mitraglieri. Nel primo dopoguerra aumentò la sua centralità all'interno della classe dirigente del partito, di cui divenne consigliere nazionale (dal 1920 al 1924) e componente della direzione.
Schierato nella corrente di sinistra, dopo l'avvento al potere di Benito Mussolini fu tra i più decisi oppositori alla partecipazione dei popolari al governo. Manifestò la sua opposizione al fascismo scrivendo articoli per varie testate, tra cui L'Azione, Il Domani d'Italia e la rivista Pensiero Popolare di Torino, di cui fu direttore insieme a Giuseppe Piccioni: processato per propaganda sovversiva nel 1923, sarà in seguito assolto.
Durante la dittatura mussoliniana si dedicò solo all'attività forense. Al termine della seconda guerra mondiale aderì alla Democrazia Cristiana con cui diventò deputato all'Assemblea Costituente nel 1946.
Confermato nel 1948, da gennaio a luglio del 1949 fu segretario nazionale dello Scudo Crociato, mentre dal luglio del 1949 al dicembre del 1950 svolse l'incarico di capogruppo della DC alla Camera. Rieletto deputato a seguito delle elezioni politiche del 1953 (quelle della famosa legge truffa), il 3 novembre 1955 venne eletto dal Parlamento in seduta comune alle funzioni di giudice costituzionale (per cui giurò il 15 dicembre 1955).
Il 4 marzo 1961 fu eletto Presidente ma il 20 ottobre 1962 si dimise dall'incarico per motivi di salute. Morì il 12 luglio 1963.